# Il Moretto
Alessandro Bonvicino, detto il Moretto, o Moretto da Brescia (Brescia, 1492 - 1495 circa – Brescia, tra il 9 novembre e il 22 dicembre 1554), è stato un pittore italiano. 
Viene considerato uno dei tre grandi maestri del primo Rinascimento bresciano, assieme al Romanino e al Savoldo.

## Biografia

### Le origini e la famiglia

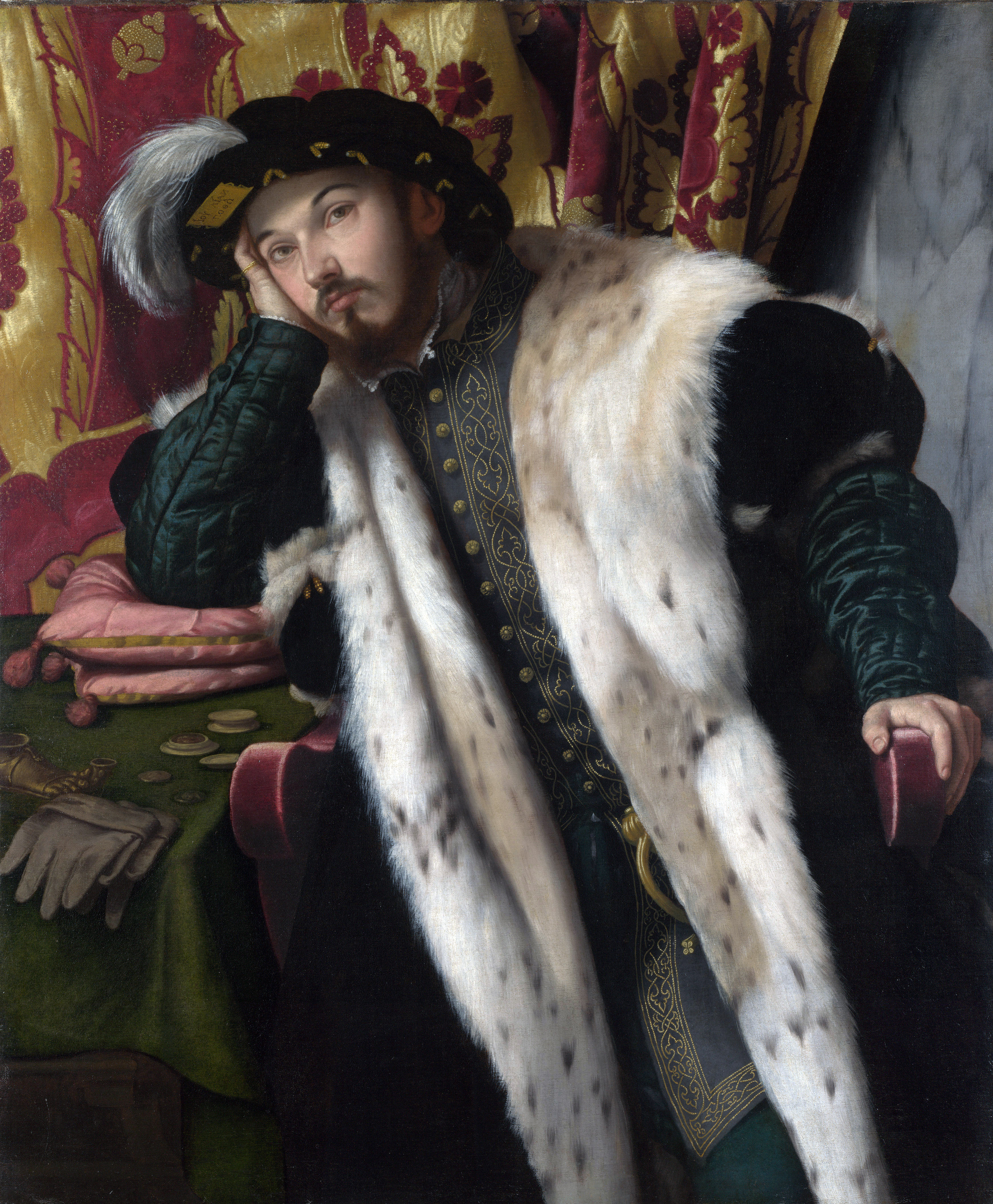
Ritratto di Fortunato Martinengo Cesaresco, 1542, Londra, National Gallery

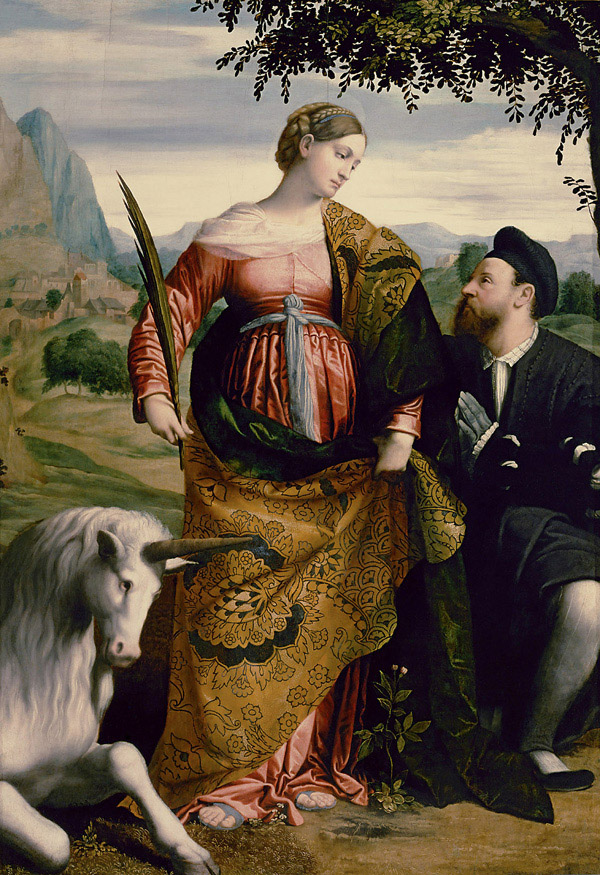
Santa Giustina di Padova e un donatore, 1530 circa, Vienna, Kunsthistorisches Museum

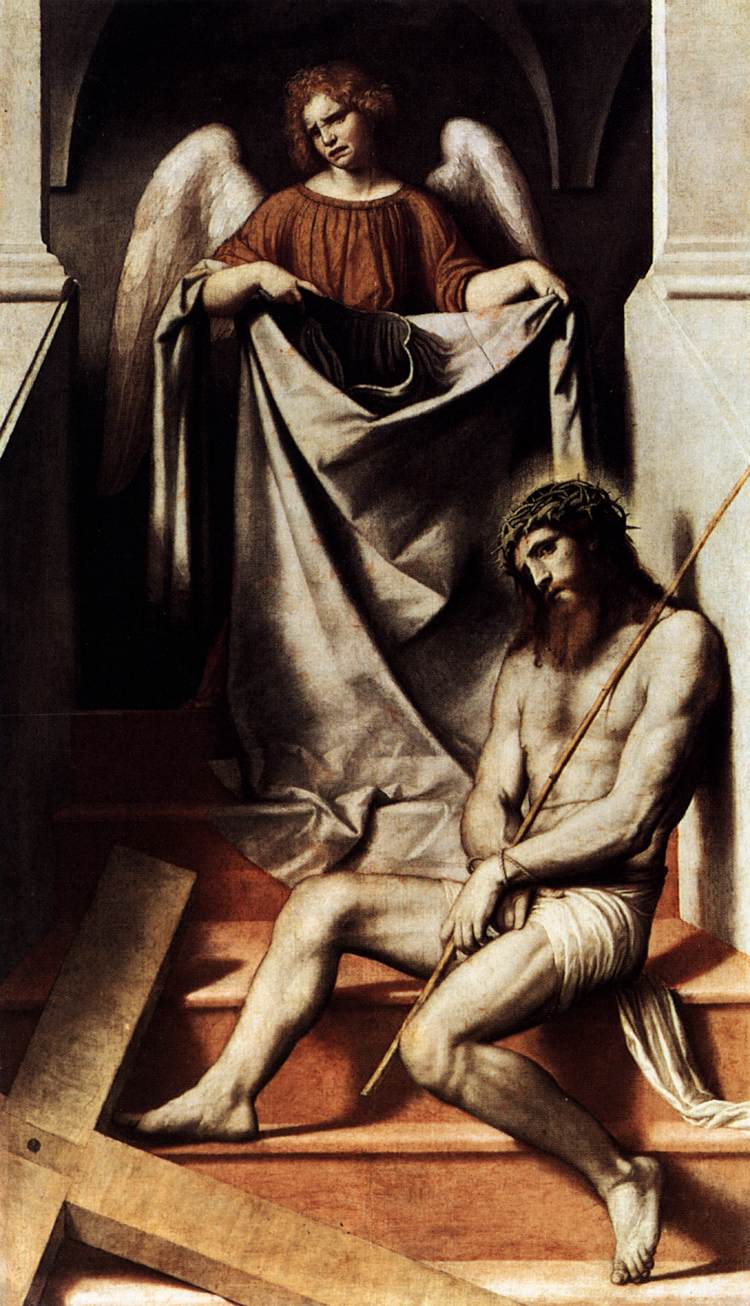
Cristo e l'angelo, 1550 circa, Brescia, Pinacoteca Tosio Martinengo

Nacque tra il 1492 e il 1495 da una famiglia di modesti artisti: il padre Pietro Bonvicino, figlio di un certo Bonvicino conosciuto come “Moretto”, e lo zio paterno Alessandro erano entrambi pittori. La famiglia era originaria di Ardesio in provincia di Bergamo e si era spostata nei primi anni del XV secolo a Brescia, dove probabilmente nacque Alessandro. Non vi sono documenti che confermino la località di nascita dell'artista, che viene indicativamente considerata Brescia. La data di nascita viene fissata intorno al 1498 essendo presente a Brescia una polizza d'estimo del 1548 nella quale il pittore si dichiara cittadino bresciano e cinquantenne. Si consideri inoltre che vi sono due documenti, sempre conservati a Brescia, del 15 marzo e del 19 aprile 1517, nei quali Il Moretto viene indicato presente per la prima volta a una seduta della Scuola del Santissimo Sacramento del duomo e alla riunione del Collegio generale dei pittori di Brescia nella chiesa di San Luca: allora risulta che fosse cittadino bresciano registrato da tre anni. Questo indica la maggiore età, che doveva essere superiore a 18 anni. La madre, certa Bartolomea Cortesi, originaria di Castrezzato, era figlia di Matteo, che a Brescia gestiva una spezieria in prossimità della terza quadra di San Giovanni, dove abitava anche la famiglia Bonvicino. Proprio nell'atto testamentario del 24 novembre 1514 di Matteo Cortesi risulta citato per la prima volta Alessandro, in qualità di teste: “suprascripto magistro Alexandro Bonvicinis pictore modo cive et habitatore Brixie”. Il giovanissimo Alessandro, solo sedicenne, venne indicato in quanto nipote.
Il Moretto probabilmente si ammalò nel 1554 e le sue condizioni di salute peggiorarono velocemente. Redasse il testamento lasciando erede universale il figlio Pietro Vincenzo di soli tre anni e usufruttuaria la moglie, concedendo alle figlie una dote di 1500 lire, obbligando la famiglia a dare assistenza ai più bisognosi. Il Moretto si era sposato in tarda età, nel 1550, con Maria, che aveva 35 anni; l'artista aveva dedicato infatti i suoi anni giovanili alla pittura. Dal matrimonio erano nate due figlie femmine e un solo figlio maschio. La morte lo raggiunse a Brescia nel dicembre del medesimo anno 1554. Fu sepolto nel cimitero o nella chiesa di San Clemente ma più probabilmente nel cimitero, dove è collocato un monumento marmoreo alla memoria eretto nel 1835 dall'architetto Vantini, con un epitaffio composto dal letterato conte Luigi Lechi recita:
«alessandro bonvicino / nato circa l'anno mcccclxxxxviii morto nel mdvl / pel colorito al vecellio / per disegno all'urbinate vicino / avrebbe forse con unico esempio / entrambi emulato / se povertà d'ardimento / e strettezze provinciali / non lo avessero impedito / ebbe fama minore dell'ingegno»
Nel 1843 nella chiesa appena restaurata venne posta un'erma in bronzo del pittore, opera dello scultore Abbondio Sangiorgio. L'epigrafe fu ancora composta dal Lechi e recita:
«al sommo pittore/ alessandro bonvicino / che in questa chiesa / condusse molte opere / e fu sepolto / i concittadini / mdcccxliii»

### L'artista
Se scarse sono le informazioni circa la sua nascita, vi sono molti documenti che riguardano la sua attività artistica.
La sua formazione si svolse a Brescia, inizialmente presso la bottega di famiglia, il padre morì intorno al 1514, e successivamente sull'esempio dell'anziano Vincenzo Foppa, ma aprendosi ai nuovi influssi veneti, rappresentati dal Lotto e da Tiziano. Secondo la datazione proposta da Alessandro Ballarin, nel 1511 circa realizzò la lunetta con l'Incoronazione della Vergine con Santi e donatori, nella chiesa di San Giovanni Evangelista, a Brescia. Nel 1514 l'artista eseguì la decorazione, poi perduta, per una cappella nella chiesa del monastero di Santa Croce, sempre a Brescia, con Storie della Maddalena.
Di questo stesso periodo sono anche una serie di dipinti di intenso ascendente veneto, fra questi: il Cristo con gli animali del Metropolitan Museum di New York, Cristo benedice il Battista della National Gallery di Londra e la Madonna in trono col Bambino tra i santi Giacomo Maggiore e Girolamo dell'High Museum of Art di Atlanta. Successivamente collaborò con Floriano Ferramola alla realizzazione delle ante d'organo del Duomo vecchio di Brescia, realizzando la parte interna con i Santi Faustino e Giovita, concluse nel 1518 e conservate nella chiesa di Santa Maria Assunta in Valvendra a Lovere.
Nel 1518 eseguì il Cristo con la croce e un devoto dell'Accademia Carrara di Bergamo, ed entro il 1520, compì un viaggio nel Veneto. Tornato a Brescia, nel 1520 dipinse lo stendardo delle Sante Croci, conservato nella Pinacoteca Tosio Martinengo.
Del 1521 è il contratto per la decorazione della cappella del Sacramento in San Giovanni Evangelista di Brescia, che affidava la decorazione della parete sinistra al Romanino e quella destra al Moretto, prevedendo la conclusione dei lavori entro il 1524: tale data è stata a lungo accettata dalla critica, finché sulla base dell'analisi stilistica è stata proposta una diversa datazione, compresa negli anni '20 per i dodici profeti nei sottarchi ed i dipinti dei lunettoni, cioè la Messa di San Gregorio del Romanino a sinistra e l'Ultima Cena del Moretto di fronte; mentre le tavole della parte inferiore della cappella, apparterrebbero ad una seconda campagna decorativa, completata nel corso degli anni '40, come appare dall'influenza della cultura del Manierismo, particolarmente evidente nell'affollata scena del Miracolo della Manna del Moretto, che rinuncia all'ordine prospettico rinascimentale. Nella vicina scena con Tobiolo e l'angelo, oltre ai richiami lotteschi, nello sfondo sono evidenti influssi della pittura fiamminga.
Nel 1522 fu a Padova e l'anno successivo stipulò il contratto per lo stendardo del Collegio della Mercanzia. Del 1524-26 è l'Assunzione della Vergine per l'altare maggiore del Duomo vecchio. Forse degli stessi anni sono anche le otto tempere per la cattedrale di Asola, quattro delle quali esposte al Museo civico Goffredo Bellini.
Nel 1526 affrescò, sopra la porta della chiesa di San Faustino in Riposo a Brescia, la Traslazione dei corpi dei santi Faustino e Giovita, nota solo da una copia. Attivo come ritrattista, in contatto con l'opera del Lotto e di Hans Holbein, sempre nel 1526, eseguì il Ritratto di gentiluomo, conservato alla National Gallery di Londra, che inaugura la nuova tipologia del ritratto a figura intera, di ampio successo e successivamente ripresa da Giovan Battista Moroni.
Nel 1528 Lorenzo Lotto scrive al «molto carissimo suo Honorato meser Alexandre Moreto pittore excellentissimo» per chiedergli di collaborare alla realizzazione della decorazione del coro di Santa Maria Maggiore a Bergamo, dove il Moretto si recherà nel gennaio del 1529.
Di questi anni sono: la Madonna col Bambino e san Giovanni Battista fanciullo in gloria con i santi Benedetto, Paterio, Eufemia e Giustina nella Pinacoteca Tosio Martinengo, l'Incoronazione della Vergine con i santi Michele Arcangelo, Giuseppe, Francesco d'Assisi e Nicola di Bari nella collegiata dei Santi Nazaro e Celso e l'Apparizione della Madonna al sordomuto Filippo Viotti del santuario della Madonna di Paitone. Del 1530 è la Santa Margherita d'Antiochia tra i santi Girolamo e Francesco d'Assisi nella chiesa di San Francesco d'Assisi e dello stesso anno la Santa Giustina di Padova e un donatore, conservata al Kunsthistorisches Museum di Vienna, dove forti sono i richiami all'arte di Raffaello, conosciuto dall'artista attraverso le incisioni di Marcantonio Raimondi. In questa come nelle opere coeve, lo stile del Moretto si indirizzò verso una maniera più composta e morbida. Del 1532 è la Strage degli innocenti in San Giovanni Evangelista.
Tra il 1530-35 inizia la decorazione della cappella del Sacramento nel Duomo vecchio, portandola a termine solo nel 1553-54 con l'ampio concorso dell'allievo Luca Mombello. Nel 1535 fu a Solarolo in Romagna al seguito di Isabella d'Este, marchesa di Mantova.
Nel 1537 riceve il pagamento per la Madonna in trono col Bambino tra i santi Eusebia, Andrea, Domno e Domneone in Sant'Andrea a Bergamo. Nel 1539 dipinge la Pala Rovelli per la chiesa di Santa Maria dei Miracoli a Brescia, conservata nella Pinacoteca Tosio Martinengo, la pala presenta la scena in cui san Nicola da Bari presenta gli allievi di Galeazzo Rovelli alla Madonna in trono col Bambino, inserita in un interno, dominato da una serena luminosità. Curiosamente, il dipinto contiene anche una mappa mascherata dell'Oceano Indiano, nascosta nei mosaici dorati in rovina dietro le figure.
Dai primi anni '40 l'artista è uno dei primi ed efficaci interpreti delle istanze controriformistiche, tema ricorrente delle sue pale diventa il sacrificio eucaristico. Appartengono a questo periodo le ante d'organo per San Giovanni Evangelista a Brescia e la Caduta di san Paolo per Santa Maria presso San Celso a Milano. Nel 1541 riceve la commissione per la pala dell'altare del Sacramento in San Nazzaro e Celso, successive sono: le ante d'organo per San Pietro in Oliveto, conservate presso il Seminario vescovile di Brescia e la Cena in casa del Fariseo in Santa Maria in Calchera. Fra i capolavori estremi, il Presepe per Santa Maria delle Grazie e il Cristo e l'angelo, entrambi nella Pinacoteca Tosio Martinengo, quest'ultimo databile tra il 1550-54 circa, e impostato su una gamma di toni smorzati che accentua il tono patetico della composizione articolata lungo i gradini della Scala Santa.

## Opere
L'opera del Moretto copre circa quarant'anni di storia, dal 1515 al 1554, e la maggior parte dei dipinti prodotti raffigura temi e personaggi religiosi. In numero inferiore, ma comunque vari, sono invece i ritratti. Presso la sua bottega si formò il pittore Giovan Battista Moroni che portò a termine i lavori che l'artista non aveva terminato.